# Relations entre la Lettonie et Taïwan
Les relations entre la Lettonie et Taïwan désignent les relations internationales s'exerçant entre, d'une part, la république de Lettonie, et de l'autre, la république de Chine.
En l'absence de relations diplomatiques officielles entre les deux États, Taïwan est représenté auprès de la Lettonie par un bureau de représentation.

## Relations diplomatiques
Les premières relations entre la république de Lettonie et la république de Chine ont lieu dans les années 1930.
Alors que l'Union des républiques socialistes soviétiques occupe les territoires des pays baltes pendant la Seconde Guerre mondiale, la république de Chine exprime explicitement la non-reconnaissance de cette incorporation à l'Union soviétique.
Après avoir retrouvé son indépendance en 1990, la Lettonie développe des liens autant avec la république de Chine qu'avec la république populaire de Chine de 1991 à mi-1993. Le 29 janvier 1992, un consulat de la république de Chine ouvre dans la capitale lettone, ce qui conduira à un refroidissement des relations entre la Lettonie et la république populaire de Chine, cette dernière n'entretenant aucune relation formelle avec les États ayant des liens diplomatiques avec le régime de Taipei. Malgré tout, le ministre letton des Affaires étrangères (en) déclare la même année vouloir continuer sur cette voie et œuvrer pour l'établissement de relations diplomatiques entre les deux régimes ; une visite diplomatique lettone est ainsi organisée à Taïwan, menée par le chef du gouvernement Ivars Godmanis. Cette initiative prendra finalement fin le 28 juillet 1994, la Lettonie considérant les investissements commerciaux taïwanais insuffisants et privilégiant les échanges avec la Chine continentale, ce qui conduira à la fermeture du consulat taïwanais dans la capitale lettone. Cet épisode diplomatique entre la Lettonie et Taïwan est, avec celui de la Macédoine quelques années plus tard, la seule occurrence d'un établissement de relations officielles mais éphémères entre la république de Chine et l'un des anciens États communistes d'Europe de l'Est.
En novembre 1995, un bureau de représentation de Taipei est établi à Riga en place de l'ancien consulat ; aucun équivalent letton n'existe sur le territoire taïwanais.